# 洛克黑文 (伊利諾伊州)
洛克黑文（英語：Lockhaven）是位於美國伊利諾伊州澤西縣的一個非建制地區。該地的面積和人口皆未知。

## 地理
洛克黑文的座標為39°56′26″N 90°17′17″W / 39.94056°N 90.28806°W，而該地的平均海拔高度為130米（即427英尺）。